# Gaby Albrecht
Pour les articles homonymes, voir Albrecht.
Gaby Albrecht (née Müller; * 1er novembre 1956 à Magdebourg) est une chanteuse de schlager allemande.

## Discographie

### Albums
- Ein Herz voll Sehnsucht (1991)
- Träume (1992)
- Ewige Liebe (1993)
- Ein kleines Dankeschön (1994)
- Stille Zeit (Weihnachts-CD, 1994)
- Ich hab mich so in Dich verliebt (1995)
- Herzen lügen nicht (1996)
- Meine schönsten Lieder von gestern und heute (1997)
- Spiegel der Gefühle (1998)
- Liebe macht stark (1999)
- Verzauberte Welt (Weihnachts-CD, 2000)
- Einmal wird ein Wunder gescheh'n (2001)
- Ein Feuerwerk der Gefühle (2002)
- Lieder meines Herzens (2003)
- Herzenstief (2004)
- Teil' meine Sehnsucht (2006)
- Das kalte Herz (Hörbuch 2006)
- Weihnachtsland (Weihnachts-CD, 2006)

### Succès
- Das Lied meiner Berge (1990)
- Eine Handvoll Heimatland (1991)
- Im Dorfkrug nebenan (1992)
- Irgendwann (1992)
- Solang der Leuchtturm noch steht (1992)
- Zünd ein Licht in deiner Seele an (1992)
- Zauberberg (1993)
- Ewige Liebe (1993)
- Bleib so lieb wie Du bist (1994)
- Ein neuer Tag - ein neues Leben (1994)
- Ich hab' mich so in Dich verliebt (1995)
- Du bist das Licht (1996)
- Gott sei Dank (1997)
- Rosen müssen gar nicht sein (1998)
- Einmal mit dir (1998)
- Bis wir uns wiederseh'n (1999)
- Manchmal wünsch ich mir ein Herz aus Stein (1999)
- Tausendmal geht das Glück vorbei (2001)
- Sehnsuchtsmelodie (2005)
- Das Salz im Meer (2005)
- Das letzte Ave Maria (2005)
- Gefühle sterben nicht (2006)
- Hör mein Lied (2006)